# Anemia semihirsuta
Anemia semihirsuta är en ormbunkeart som beskrevs av John T. Mickel. Anemia semihirsuta ingår i släktet Anemia och familjen Anemiaceae. Inga underarter finns listade.